# Darya Safonova
Pour les articles homonymes, voir Safonova.
Darya Safonova (née le 20 mars 1981) est une athlète russe, spécialiste du 400 mètres. 

## Biographie
En 2005, Darya Safonova est contrôlée positive lors des championnats de Russie en salle et est suspendue pour 2 ans.
Aux Championnats d'Europe en salle 2009 à Turin, elle remporte deux médailles : le bronze sur 400 mètres et l'or sur 4 × 400 mètres, aux côtés de Natalya Antyukh, Yelena Voynova et Antonina Krivoshapka.

### Palmarès
| Date | Compétition                    | Lieu  | Résultat | Épreuve   | Performance   |
| ---- | ------------------------------ | ----- | -------- | --------- | ------------- |
| 2009 | Championnats d'Europe en salle | Turin | 3e       | 400 m     | 51 s 85       |
| 2009 | Championnats d'Europe en salle | Turin | 1re      | 4 × 400 m | 3 min 29 s 12 |

### Records
| Épreuve    | Épreuve      | Performance | Lieu        | Date            |
| ---------- | ------------ | ----------- | ----------- | --------------- |
| 400 mètres | En plein air | 51 s 32     | Tcheboksary | 23 juillet 2009 |
| 400 mètres | En salle     | 51 s 85     | Turin       | 7 mars 2009     |